# Sablia albivena
Sablia albivena är en fjärilsart som beskrevs av Graslin 1852. Sablia albivena ingår i släktet Sablia och familjen nattflyn. Inga underarter finns listade.